# عمر دزه‌ای
هومر دزه‌ای (به کردی: هۆمه‌ر دزه‌ای) (۱۹۳۶ در اربیل -) خواننده و سیاستمدار کُرد اهل کردستان عراق است. وی بیش از ۵۰ سال از عمر خود را در خارج از عراق سپری کرده و بنیان‌گذار بخش کردیِ رادیو صدای آمریکا بوده و به مدت ۵ سال هم ریاست آن را برعهده داشته‌است. عمر دزه‌ای از سال ۲۰۰۶ تا ۲۰۱۴ مشاور رئیس‌جمهور عراق جلال طالبانی بوده‌است.
عمر دزه‌ای دارای مدرک دکترای زبان‌شناسی است و بر ۱۲ زبان زنده دنیا مسلط است.
هومر نامی با ریشه ایرانی است که بیشتر در کردستان رواج دارد